# آدولف بورن
آدولف بورن (چکی: Adolf Born؛ ۱۲ ژوئن ۱۹۳۰ – ۲۲ مهٔ ۲۰۱۶) یک نقاش، تصویرساز، کاریکاتوریست و فیلم‌ساز اهل چکسلواکی بود.
یکی از تخصص‌های او در زمینه ایجاد لوحه کتاب بود معمولاً با روش لیتوگرافی رنگی آنرا انجام می‌داد. او بیش از ۱۰۰ نمایشگاه برپا کرد و تصویرسازی صدها کتاب را انجام داد و طراح صحنه و لباس برای تعداد فراوانی نمایش‌نامه و تئاتر بود.